# Cornelis van Poelenburgh
Cornelis van Poelenburgh, také znám jako Cornelis van Poelenburch (přezdívky Brusco a Satyr; 1594 – 12. srpna 1667), byl nizozemský malíř krajinář. Byl vedoucím představitelem první generace nizozemských malířů krajinářů, kteří působili počátkem 17. století v Římě. Tvořil drobné malby zobrazující italskou krajinu s biblickými či mytologickými náměty v moderním pojetí.

## Život
Místo jeho narození není známo. V dokumentu dochovaném v Utrechtu je Cornelis uveden jako šestiletý syn Šimona van Poelenburcha, katolického kanovníka v Utrechtu. Cornelis van Poelenburgh se nejprve učil u nizozemského rytce a malíře Abrahama Bloemaerta. První jím podepsané obrazy pocházejí z roku 1620. Cornelis odcestoval do Říma, kde byl ovlivněn německým umělcem Adamem Elsheimerem. Podle Arnolda Houbrakena se stal zakládajícím členem skupiny Bentvueghels, společnosti převážně vlámských a nizozemských umělců pracujících v Římě. V Bentveughels byla Van Poelenburchovi dána přezdívka Satiro (Satyr). Jeho patrony se stalo několik římských kardinálů. Cornelis van Poelenburgh dostal nabídku pracovat pro anglického krále Karla I. Odcestoval tedy do Anglie. Poté se vrátil do Utrechtu, kde zemřel jen několik let po smrti jeho starého učitele Abrahama Bloemaerta.
Jeho „nejdůležitějšími a nejúspěšnějšími“ žáky byli Daniel Vertangen, Dirck van der Lisse, François Verwilt a Johannes van Haensbergen. Podle Arnolda Houbrakena k jeho úspěšným žákům nim patřil i Jan van der Lijs.

## Dílo
Počátky jeho tvorby jsou ovlivněny stylem Bartholomea Breenbergha a to až do té míry, že je mnohdy obtížné určit autorství jednotlivých obrazů. Později se přiklonil ke stylu patrném na některých obrazech Clauda Lorraina.

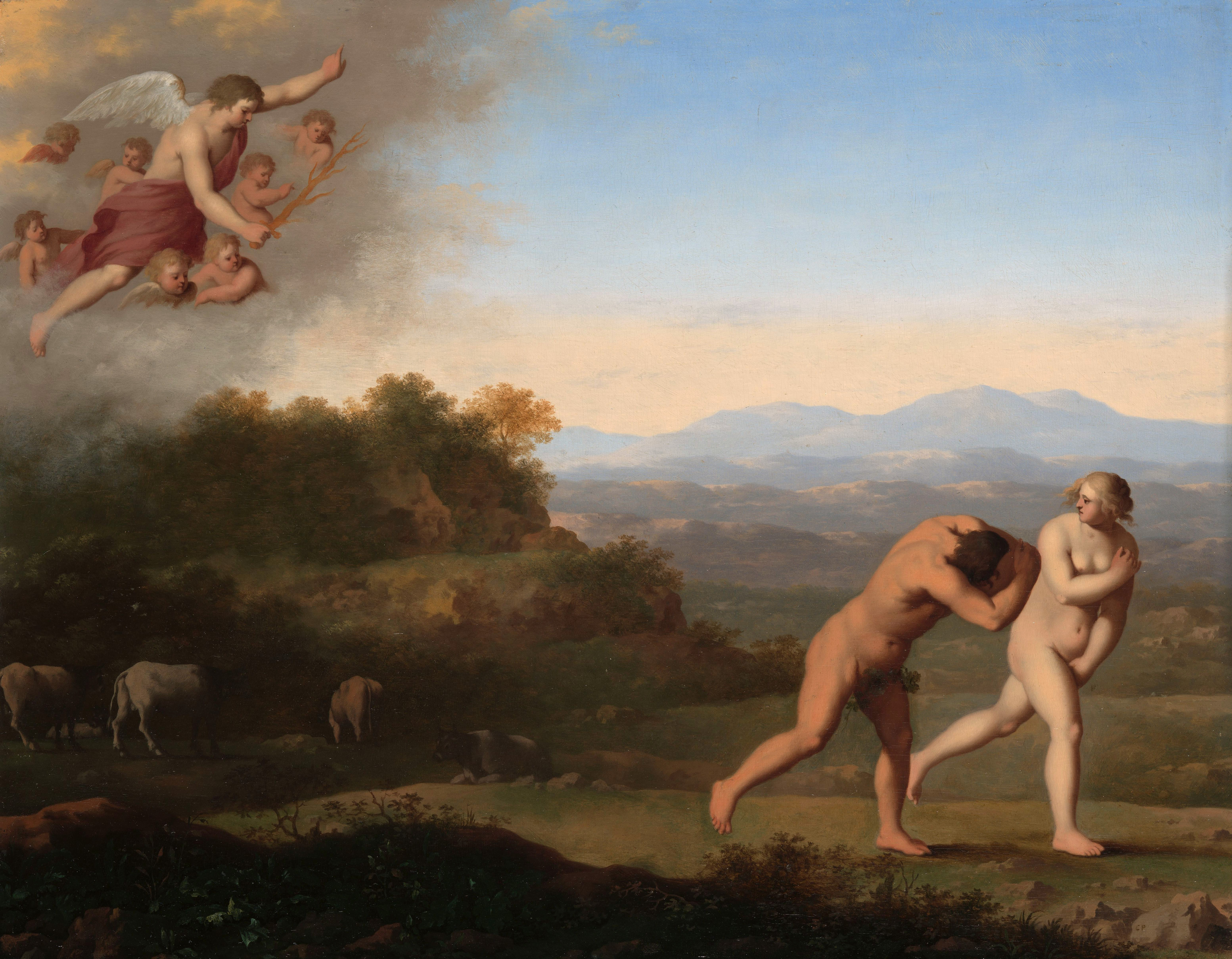
Vyhnání z ráje
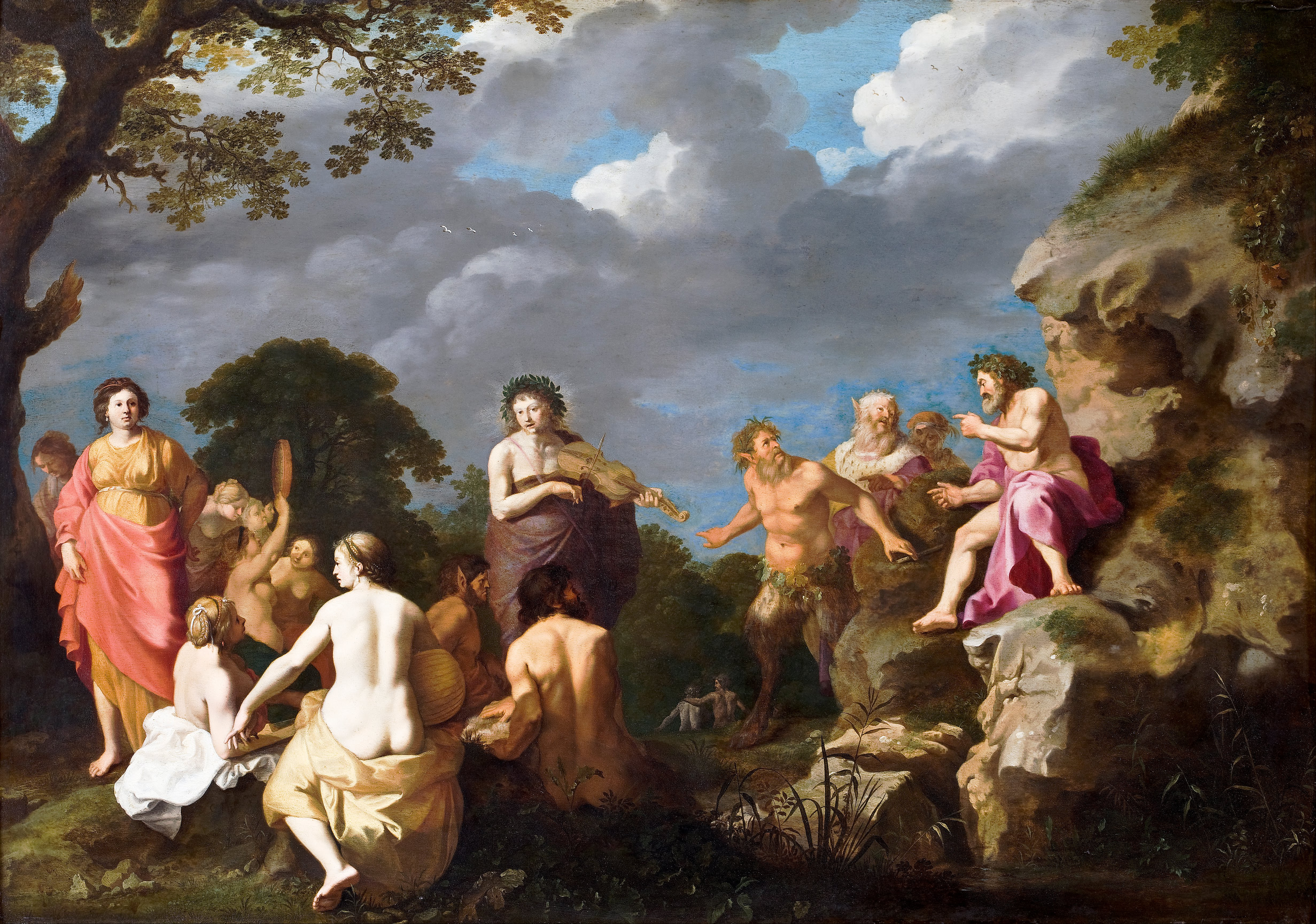
Hudební soutěž mezi Apollonem a Marsyasem
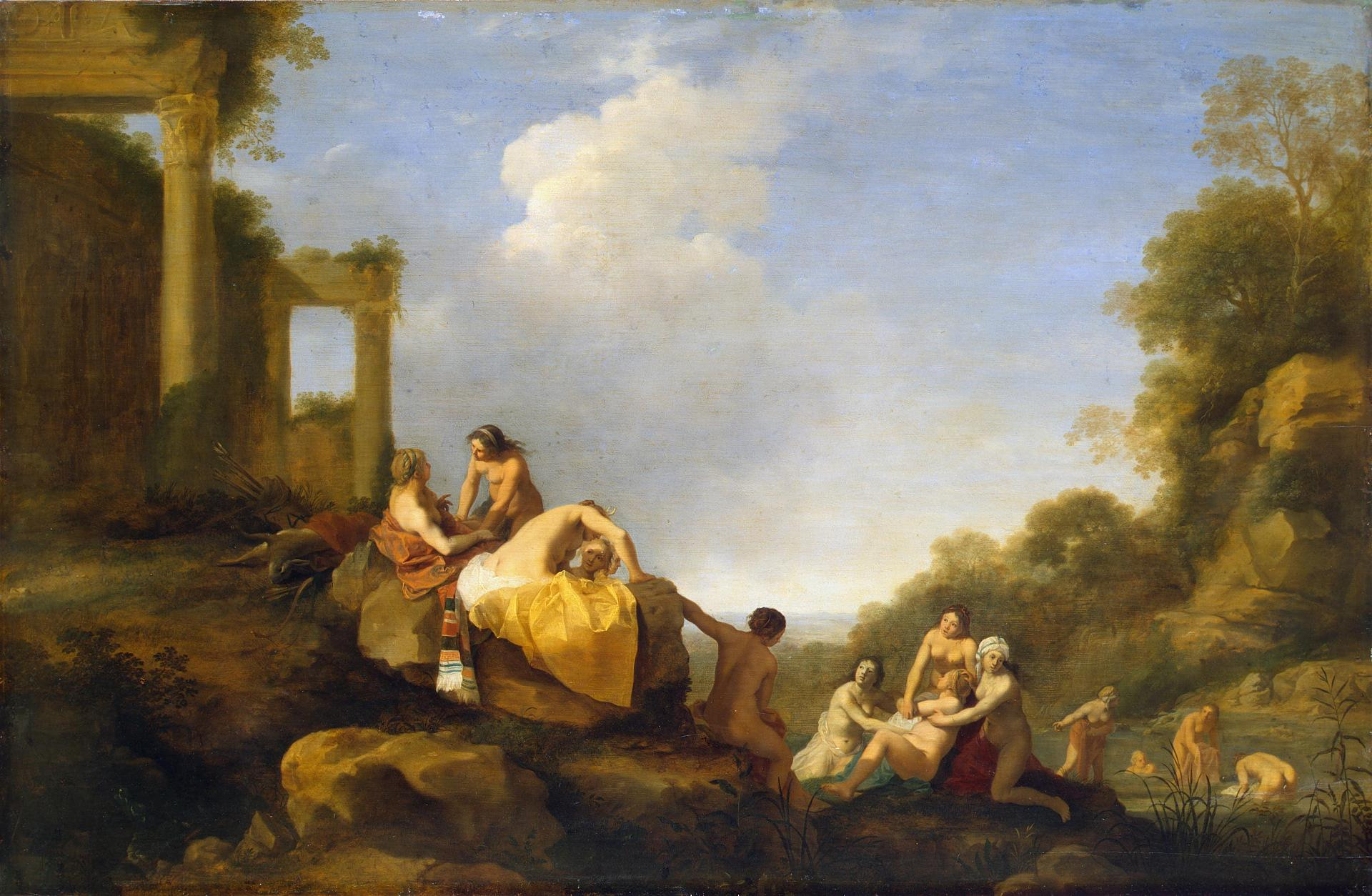
Krajina s Dianou a Callistem